# 勒内·福莱
勒内·福莱（圣兰布雷赫茨-沃吕沃，1931年4月10日－布鲁塞尔，2020年3月13日），笔名雷夫（Ref），比利时漫画家与插画家。其绘画风格更偏向插画艺术而非商业漫画创作。由于福莱本人不擅长叙事创作，他的漫画作品多依赖剧本作家提供故事框架。

## 职业生涯
勒内·福莱的绘画生涯始于15岁，当时他为罗伯特·路易斯·史蒂文森的《金银岛》创作插图。他曾在耶稣会学院就读，其间一位老师将他引荐给《斯皮鲁》/《罗布》杂志主编让·杜瓦西。1949年，福莱在《罗布》杂志首次亮相，绘制插画及《维姆叔叔的故事》系列短篇。
福莱曾为多家竞争性漫画杂志供稿。自1954年起，他为《丁丁》杂志工作，创作短篇连载《洛基·比尔》，并于1950年代末开始将真实事件改编为漫画。1968年，他在《罗布》杂志推出航海题材漫画《SOS巴加勒》（编剧莫里斯·蒂里厄），并为法国《米奇日记》创作《吉普赛人》，编剧伊万·德尔波特）。1974年起，福莱在《丁丁》杂志连载《伊万·佐林》，后于1983年转至《罗布》继续刊载。他还为荷兰《斯约尔斯》及后续的《艾波》杂志绘制冒险漫画《史蒂文·塞弗林的流浪》。1982年，他接手由吉杰开创的漫画系列《扬·科尔达特》（编剧安德烈-保罗·杜沙托），但因对吉杰风格的高度敬仰而难以突破既定框架。1987年后，他转向创作《埃德蒙·贝尔》系列、传记漫画《恐怖》（讲述玛丽·杜莎生平）及《金银岛》漫画改编版，并逐步从勾线黑白稿转型为全彩绘画。
此外，福莱协助好友米塔克完成《斯塔尼·德瓦尔》和《约里斯·贾斯珀》系列的部分绘制工作。他还为法国少女杂志《苏泽特周刊》及多家童子军刊物供稿。

## 作品

### 漫画
- 1979年：《伊万·佐林》
- 1982年：《伊利亚特》（编剧：雅克·斯托卡尔，格莱纳出版社）
- 1985年：《扬·布雷加》（杜皮伊斯出版社冒险系列）
- 1975-1983年：《史蒂文·塞弗林》系列

```
 《启程》（与伊万·德尔波特合作）  
 《中国危局》（与雅克·斯托卡尔合作）  
 《翡翠腰带》（与雅克·斯托卡尔合作）  
 《第十三只猎鹰》（与雅克·斯托卡尔合作）  
 《E-5号追捕行动》（与赫拉德·苏特曼合作）  
 《大公之女》（与赫拉德·苏特曼合作）  
 《献给玛塔·哈丽的玫瑰》（与赫拉德·苏特曼合作）  
 《正义之环》（与赫拉德·苏特曼合作）  
 《牛仔与黑手党》（与赫拉德·苏特曼合作）  
```

- 1987-1990年：《侦探埃德蒙·贝尔的冒险》（勒弗兰克侦探漫画系列，原作：约翰·弗兰德斯）

```
 《黑色阴影》  
 《恶魔琴弦》  
 《蛛网之夜》  
 《红色阴影》  
```

- 1984-1986年：《扬·科尔达特》系列

```
 《盲眼海盗》  
 《猎物儿童》  
```

- 《达迪》（原作：卢普·杜朗）
- 1995-1997年：《伊卡尔》（原作：马基奥）
- 1996-1998年：《冒险之车》（雪铁龙主题系列）

```
 《挑战激情》  
 《激情硕果》  
```

- 2000年：《蒂尔·乌兰斯皮格尔》（刊于《斯皮鲁杂志》第3228期）
- 2002-2004年：《恐怖》（杜莎夫人传记漫画）
- 2010年：《多米尼西案》（编剧：帕斯卡尔·布雷松）

### 插画
- 白神父会系列书籍：夏尔·德·福科、拉维热里枢机、圣若望·鲍思高等人物传记
- 1951-1952年：与吉杰合绘《基督山伯爵》（连载于《幽默杂志》579-626期，原著：大仲马）
- 1962年：詹姆斯·费尼莫尔·库珀《最后的莫西干人》插图版
- 1966年：《美丽山谷的秘密》
- 1979年：《小人物简史》（比利时广播电视公司开放学校项目）
- 1980年：《辛巴达七海历险》（卡斯特曼出版社）
- 2007年：《墓园守卫者》（曼努埃尔·罗德里格斯出版社）